# Gregorio Ladrón de Guevara Fuentes
Gregorio Ladrón de Guevara Fuentes (Borja, c. 17 de noviembre de 1800-Borja, 1867) fue un compositor y maestro de capilla español.

## Biografía
Gregorio Ladrón de Guevara Fuentes nació en Borja, en el seno de un a familia de músicos, la madre fue María Manuela Fuentes y el padre Bernardino Ladrón de Guevara, contralto de la colegiata de Santa María de Borja. Fue bautizado el 17 de noviembre de 1800 en la parroquia de San Miguel. Comenzó su formación musical en la Colegiata de Borja, en 1806, como infante del coro. El año siguiente el padre enfermó, por lo que el hermano de Gregorio, Claudio, tuvo que emplearse en la Colegiata para manejar las manchas del órgano.
Diez años después, en 1816, cuando iniciaba su cambio de voz, solicitó un aumento del sueldo, ya que los 8 escudos que venía recibiendo ya no llegaban para hacer frente a las necesidades de la casa. En 1817 elevó una queja al cabildo porque el maestro Nicolás Ledesma no cumplía con sus obligaciones, al no enseñarle composición, ni le permitía acompañar cuando cantaba la Capilla en días señalados. Ledesma contestó que Ladrón de Guevara, a pesar de ser «rapiano», es decir, ayudante del maestro, era desobediente y «lejos de ser útil, divierte a los infantillos, y no les deja cumplir con su obligación». El cabildo dio la razón a Ladrón de Guevara y le recordó que la disciplina de los infantes era responsabilidad suya.
De todas formas, a Ledesma no le debía faltar razón, ya que en 1820 Ladrón de Guevara agredió a un monaguillo por creerse insultado. El cabildo lo expulsó por «por considerar que ya tenía edad suficiente para controlar su comportamiento» pero lo readmitió poco después con un apercibimiento. Poco después, en 1821 o 1824, partía a Zaragoza para completar su formación, donde permanecería hasta 1838.
En 1838 quedaba vacante el magisterio de Borja, solicitando el cargo Casimiro Pellicer, Tomás Celiméndiz y Gregorio Ladrón de Guevara, los tres nacidos en Borja. Ladrón de Guevara y debía tener un cierto prestigio, ya que le concedieron el cargo. La obra del nuevo maestro de Borja fue enorme, formando a una generación de músicos en la ciudad.
El 14 de octubre de 1842 una Orden ministerial suprimía todas las capillas de música de las colegiatas. Sin embargo Ladrón de Guevara siguió realizando las funciones hasta 1866. Falleció un año más tarde, en 1687, siendo sustituido en el cargo por Manuel Pereda Ruiz.

## Obra
Compuso diversas obras, que se siguen interpretando en nuestros días. Entre ellas, compuso tres motetes para el Entierro de Cristo; el Villancico para la Kalenda, tocado en el XXVIII Festival Internacional de Órgano «Catedral de León» y en 2009 en la iglesia del Carmen de Beja (Portugal).